# Ère Heisei

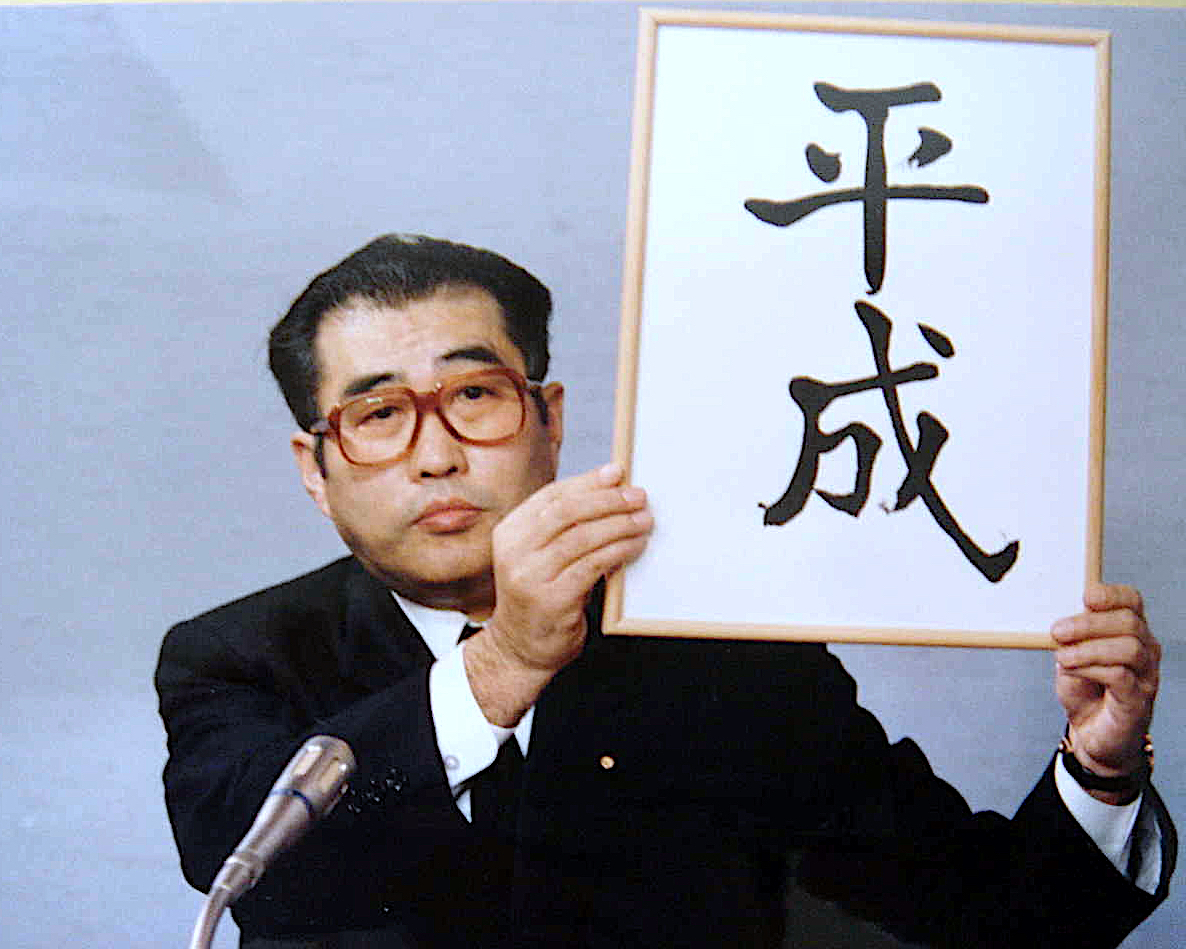
Le secrétaire général du Cabinet Keizō Obuchi présentant le nom de la nouvelle ère le 7 janvier 1989.

L'ère Heisei (平成時代, Heisei jidai, « ère de l’accomplissement de la paix ») est une ère du Japon. Elle a commencé le 8 janvier 1989, avec le début du règne de l'empereur Akihito le lendemain de la mort de son père et prédécesseur l'empereur Hirohito. Ainsi, 2018 correspond à l'an 30 (2018-1989+1) de l'ère Heisei. Elle a succédé à l'ère Shōwa et précède l'ère Reiwa, qui commence en 2019 avec l'abdication de Akihito le 1er mai 2019.
Le nom de l’ère, Heisei, est une création de Masahiro Yasuoka.

## Principaux événements

### Maison impériale

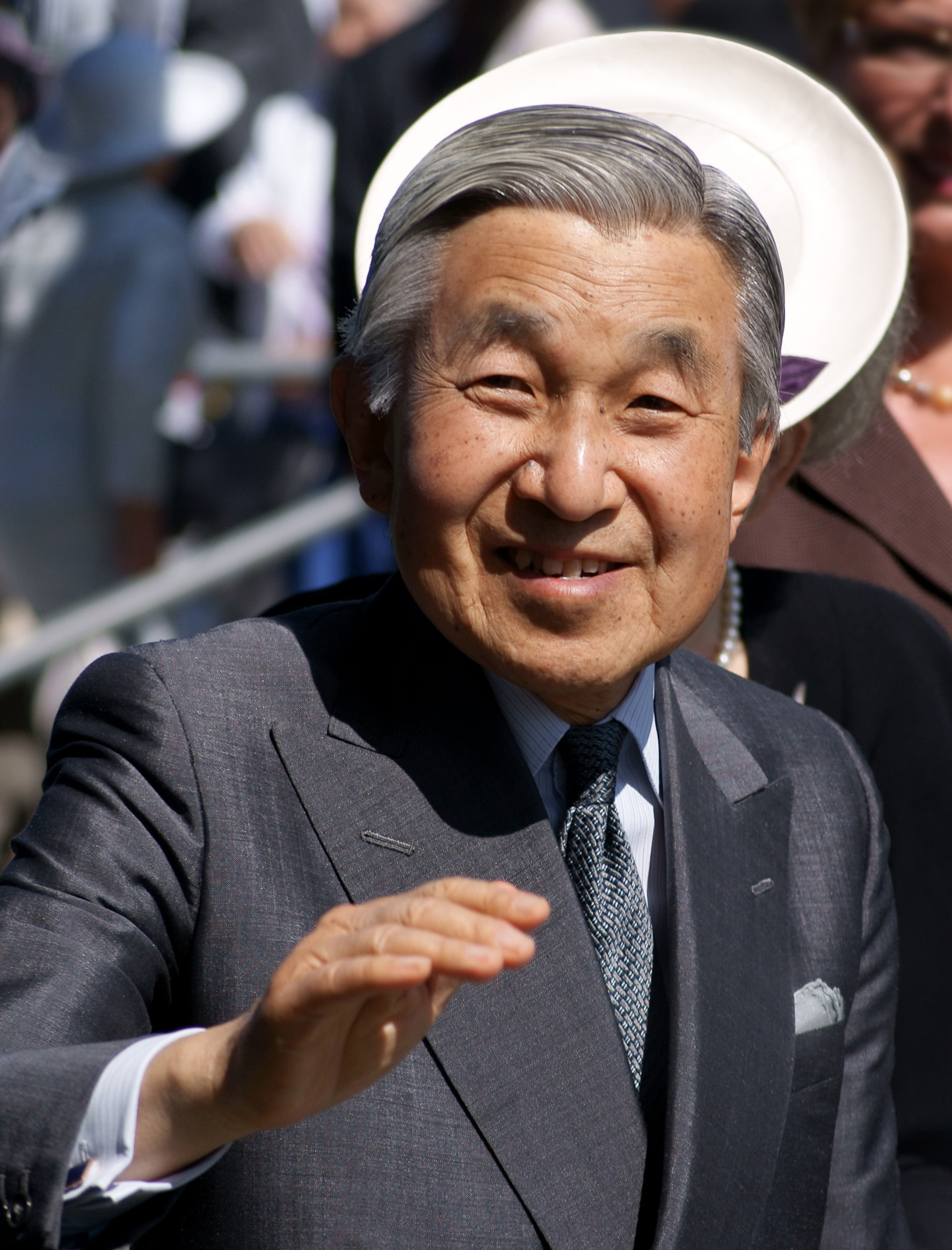
L'empereur Akihito en 2009.

- 29 juin 1990 : mariage du second fils de l'empereur, le prince Fumihito d'Aya, avec la sociologue Kiko Kawashima. Par conséquent, l'Agence impériale autorise le prince à fonder sa propre branche de la famille impériale et reçoit le nouveau titre de prince d'Akishino.
- 12 novembre 1990 : intronisation du nouvel empereur du Japon, Akihito, au palais impérial de Tōkyō.
- 23 février 1991 : le fils aîné de l'empereur, Naruhito, est officiellement investi comme Prince héritier du Japon lors de la cérémonie shintō du Rit'taishi-no-Rei (立太子の礼) célébrée au palais impérial de Tōkyō.
- 23 octobre 1991 : naissance de la princesse Mako d'Akishino, aînée des enfants du prince d'Akishino et des petits-enfants de l'empereur.
- 9 juin 1993 : le Prince héritier Naruhito épouse la diplomate Masako Owada.
- automne 1993 : l'impératrice Michiko souffre d'une perte de voix, en raison d'une dépression nerveuse.
- 29 décembre 1994 : naissance de la princesse Kako d'Akishino, deuxième fille du prince d'Akishino et de son épouse la princesse Akishino.
- 25 août 1995 : décès de la princesse Setsuko Matsudaira, veuve du prince Yasuhito de Chichibu (deuxième fils de l'empereur Taishō et de l'impératrice Teimei, mort en 1953) et tante de l'empereur, à 86 ans.
- 1999 : la princesse héritière Masako souffre d'une fausse-couche.
- 16 juin 2000 : décès de l'impératrice douairière Nagako, mère de l'empereur Akihito et veuve de l'empereur Shōwa (Hirohito), à 97 ans. Elle reçoit le nom posthume de Kōjun, ce qui signifie « pureté parfumée ».
- 1er décembre 2001 : naissance de la princesse Aiko de Toshi, première et jusqu'à présent unique fille du Prince héritier Naruhito et de son épouse Masako.
- 21 novembre 2002 : décès du prince Norihito de Takamado, troisième et dernier fils du prince Takahito de Mikasa (lui-même seul oncle de l'empereur actuel à avoir eu des enfants) et cousin germain de l'empereur, à 48 ans, des suites d'une fibrillation ventriculaire.
- 24 décembre 2002 : les médecins diagnostiquent chez l'empereur un cancer de la prostate, il subit une opération chirurgicale le 18 janvier 2003.
- décembre 2003 : la princesse héritière Masako suspend toutes ses obligations officielles, souffrant d'une grave dépression due aux pressions exercées sur elle par l'Agence impériale pour qu'elle donne naissance à un héritier.
- 18 décembre 2004 : décès de la princesse Kikuko, veuve du prince Nobuhito Takamatsu (le troisième fils de l'empereur Taishō et de l'impératrice Teimei, mort en 1987) et tante de l'empereur, à 93 ans.
- 24 janvier 2005 : le gouvernement japonais de Jun'ichirō Koizumi propose de remettre au gout du jour une vieille tradition japonaise interdite par la loi de 1947, à savoir la possibilité pour le prince et la princesse héritiers d'adopter un fils issu d'une maison cadette de la famille impériale, soit un garçon né dans une ancienne branche impériale déchue de ses droits après 1947.
- 25 octobre 2005 : un panel d'experts réuni à la demande du Premier ministre appelle dans son rapport à une révision pure et simple de la loi de succession impériale pour y introduire le principe de primogéniture absolue.
- novembre 2005-février 2006 : plusieurs médias nationaux et internationaux font échos des recommandations du prince Tomohito de Mikasa, cousin germain de l'empereur, connu pour ses positions traditionalistes. Celui-ci, dans les colonnes du magazine mensuel Bungei Shuju appartenant à une association caritative dont il est président, s'est opposé à la suppression de la primogéniture masculine et a proposé à la place plusieurs solutions à la crise de succession : outre la reprise de la proposition de l'adoption d'un enfant issu d'une branche cadette, il appelle également à la réintégration dans la famille impériale des vieilles familles déchues en 1947 et, solution la plus fracassante, envisage même l'éventualité de recourir à nouveau à l'ancien système des concubines[1],[2].
- 20 janvier 2006 : le Premier ministre Jun'ichirō Koizumi annonce, dans son discours annuel de politique générale, qu'il a prévu de présenter un projet de loi à la Diète du Japon permettant aux femmes d'accéder au trône du chrysanthème, dans la droite ligne des conclusions énoncées par le panel d'expert fin 2005, sans pour autant préciser le contenu de ce projet de loi ni de calendrier précis quant à sa préparation[3].
- 1er février 2006 : une nouvelle controverse est lancée lorsque Takeo Hiranuma, ancien ministre de l'Économie, du Commerce et de l'Industrie de Koizumi limogé par ce dernier en 2005 en raison de son opposition au projet de privatisation de la poste, organise un meeting, où se sont rendus 40 parlementaires, contre le projet de loi de réforme de la succession japonaise. En effet, il dit craindre alors que, si la réforme est mise en place et que donc la princesse Aiko devienne un jour impératrice, elle épouse plus tard un étranger « aux yeux bleus »[4].
- 6 février 2006 : il est annoncé que l'épouse du prince Fumihito d'Akishino, la princesse Kiko, est enceinte. À la suite de cette nouvelle, le gouvernement décide finalement que l'éventuel projet de loi de réforme ne sera présenté qu'au cours de la session parlementaire de 2006[5].

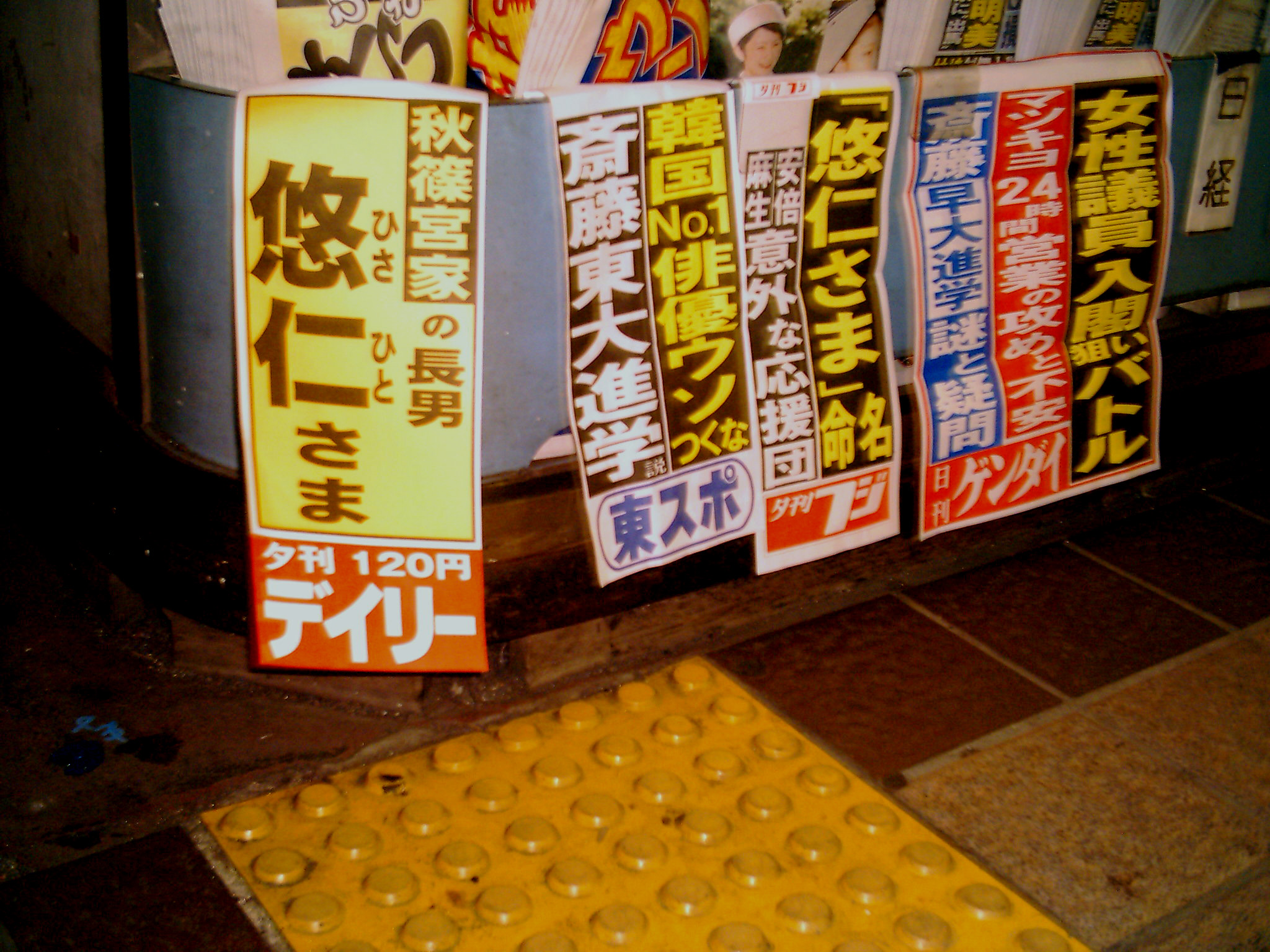
Journaux japonais annonçant la naissance du prince Hisahito d'Akishino.

- 6 septembre 2006, la princesse Kiko accouche d'un garçon, appelé Hisahito, le premier fils à être né dans la famille impériale depuis son père en 1965 et donc désormais 3e dans l'ordre de succession au trône.
- En janvier 2007, le nouveau Premier ministre, Shinzō Abe, annonce qu'il abandonne l'idée de la révision de la loi de succession, à la suite de la naissance du prince Hisahito d'Akishino[6].
- printemps 2007 : l'impératrice doit annuler plusieurs de ses obligations officielles, souffrant alors d'ulcères buccaux, de saignements de nez et d'hémorragies intestinales, dus, selon ses médecins, au « stress psychologique ».
- novembre-décembre 2008 : l'empereur subit plusieurs hausses de tensions artérielles, en raison du stress selon des sources officielles, ce qui le pousse à interrompre ses rendez-vous officiels les 3 et 4 décembre.
- 6 juin 2012 : décès du prince Tomohito de Mikasa, le « prince barbu », cousin de l'empereur et fils du prince Takahito, à 66 ans.
- 27 octobre 2016 : décès du prince Takahito de Mikasa, oncle de l'empereur et doyen de la famille impériale, à 100 ans.
- 30 avril 2019 : abdication de l'empereur Akihito en faveur de son fils après plus de 30 ans de règne.

### Politique
- 3 juin 1989 : touché par le scandale politico-financier Recruit, le Premier ministre Noboru Takeshita démissionne.
- 18 juillet 1993 : élections générales qui marquent pour la première fois la perte du contrôle du gouvernement par le Parti libéral démocrate (PLD), grand parti de la droite japonaise dominant la scène politique depuis sa création en 1955.
- 30 juin 1994 : élection de Tomiichi Murayama comme Premier ministre : il s'agit du premier chef de gouvernement socialiste depuis 1948 et Tetsu Katayama. Il dirige un gouvernement de grande coalition entre le PSJ et le PLD.
- 22 juillet 1999 : vote à la Diète de la loi reconnaissant le Nisshōki comme drapeau officiel et le Kimi ga yo comme hymne national du Japon.
- 1er avril 2000 : le Premier ministre, Keizō Obuchi, subit une attaque cardiaque et entre dans le coma. Il est remplacé le 5 avril par Yoshirō Mori et meurt le 14 mai.

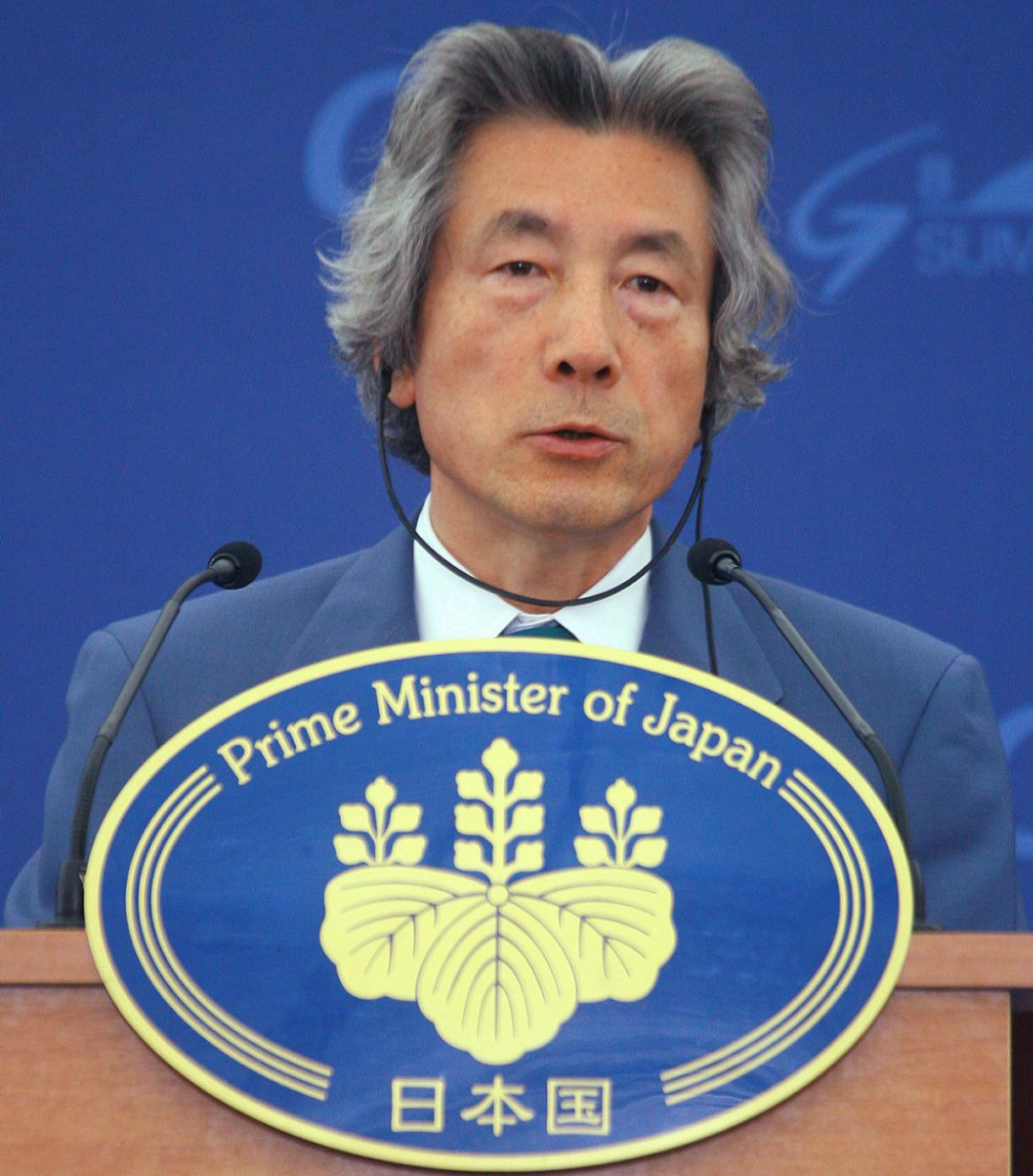
Jun'ichirō Koizumi, Premier ministre de 2001 à 2006.

- 2001-2006 : gouvernement de Jun'ichirō Koizumi.
- 11 septembre 2005 : victoire historique pour le Premier ministre Jun'ichirō Koizumi aux élections législatives : son parti, le PLD, malgré la dissidence de plusieurs poids lourds du mouvement, obtient à lui seul la majorité absolue des sièges pour la première fois depuis 1990, avec 296 sièges sur 480.
- 1er octobre 2005 : privatisation de la poste japonaise, l'un des fondements de l'État-providence japonais mis en place après la Seconde Guerre mondiale. Est créé alors la Japan Post Holdings et des sociétés spécialisées sont créées pour chacune des activités jusque-là assurées par la poste (service postal, banque, assurance).
- novembre 2005 : le nouveau ministre de la Justice, Seiken Sugiura, annonce qu'il suspendra toutes les exécutions de condamnés à mort au Japon, en raison de ses convictions religieuses bouddhistes. Son successeur, Jinen Nagase, fait reprendre les exécutions le 25 décembre 2006.
- 29 juillet 2007 : renouvellement de la moitié des membres de la Chambre des conseillers : pour la première fois de son histoire, le PLD perd la majorité dans cette chambre au profit de l'opposition de centre-gauche emmenée par le Parti démocrate du Japon (PDJ).
- 30 août 2009 : élections législatives : défaite historique du PLD qui, pour la première fois de son histoire, n'est plus le premier parti de la Chambre des représentants. Le principal parti d'opposition, le PDJ, emporte la majorité absolue des sièges (308 sur 480) et forme une coalition avec le PSD et le NPP.

#### Liste des Premiers ministres
1. Noboru Takeshita
2. Sōsuke Uno
3. Toshiki Kaifu
4. Kiichi Miyazawa
5. Morihiro Hosokawa
6. Tsutomu Hata
7. Tomiichi Murayama
8. Ryūtarō Hashimoto
9. Keizō Obuchi
10. Yoshirō Mori
11. Jun'ichirō Koizumi
12. Shinzō Abe
13. Yasuo Fukuda
14. Tarō Asō
15. Yukio Hatoyama
16. Naoto Kan
17. Yoshihiko Noda
18. Shinzō Abe

### Diplomatie et militaire
- 16-19 avril 1991 : visite du président de l'URSS Mikhaïl Gorbatchev au Japon : le différend frontalier existant entre les deux pays au sujet des îles Kouriles ne trouve pas de solution.
- mars 1992 : décision de l'envoi de soldats des Forces japonaises d'autodéfense au Cambodge dans le cadre des missions de maintien de la paix de l'Autorité provisoire des Nations unies au Cambodge (APRONUC). Il s'agit de la première participation de militaires japonais à une opération à l'étranger depuis la Seconde Guerre mondiale.
- 23-28 octobre 1992 : visite de l'empereur Akihito en république populaire de Chine : il s'agit de la première visite d'un empereur japonais en Chine de l'histoire des deux pays.
- 1993 : discussions difficiles entre l'administration Clinton et le gouvernement Miyazawa dans le cadre du cycle de négociations d'Uruguay du GATT, au sujet des difficultés pour les produits étrangers de s'introduire sur les marchés japonais, notamment dans le domaine de l'électronique et de l'automobile.
- 15 août 1995 : discours « À l'occasion du 50e anniversaire de la fin de la guerre » prononcé par le Premier ministre Tomiichi Murayama lors des commémorations. Il est considéré comme le fondement de la position officielle du gouvernement japonais depuis lors concernant les agressions militaires commises par le Japon au cours de la première moitié du XXe siècle.

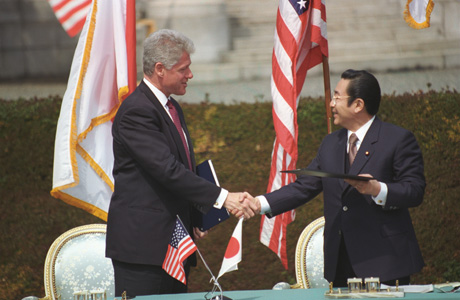
Rencontre entre le président des États-Unis Bill Clinton et le premier ministre du Japon Ryūtarō Hashimoto en 1996.

- 17 avril 1996 : déclaration Clinton/Hashimoto qui réaffirme les principes de l'alliance nippo-américaine actée par le Traité de coopération mutuelle et de sécurité entre les États-Unis et le Japon du 19 janvier 1960[7]. Ensuite, les lignes directrices pour la coopération américano-japonaise en matière de défense (Guidelines for US-Japan Defense Cooperation) sont approuvées le 23 septembre 1997, renouvelant l'accord du 27 novembre 1978 qui ont renforcé la coordination et la coopération militaire bilatérale en cas de conflit armé dans la région[8].
- 11 décembre 1997 : signature du protocole de Kyoto visant à la réduction des émissions de gaz à effet de serre, lors de la 3e conférence annuelle de la Convention (COP 3) à Kyōto. Il est entré en vigueur le 16 février 2005 et a été ratifié par 168 pays en 2010, dont le Japon.
- 25-30 novembre 1998 : première visite d'État d'un président de la république populaire de Chine au Japon, en la personne de Jiang Zemin.
- 17 septembre 2002 : le Premier ministre japonais Jun'ichirō Koizumi rencontre le dirigeant nord-coréen Kim Jong-il à Pyongyang. C'est la première visite d'un dirigeant japonais depuis la Guerre de Corée. Kim Jong-il reconnaît que la Corée du Nord a enlevé par le passé 13 citoyens japonais en 1977-1978, et exprime des excuses.
- 15 octobre 2002 : cinq survivants des 13 citoyens japonais que le régime de Pyongyang a admis avoir enlevés dans les années 1970, retournent au Japon avec l'accord de la Corée du Nord, à condition qu'ils retournent ensuite en Corée. Le Japon refuse ensuite de respecter cette condition. Les rescapés sont rejoints par leurs familles en 2004.
- 28 juin 2003 : visite officielle de Yoriko Kawaguchi, ministre des affaires étrangères à Vladivostok.

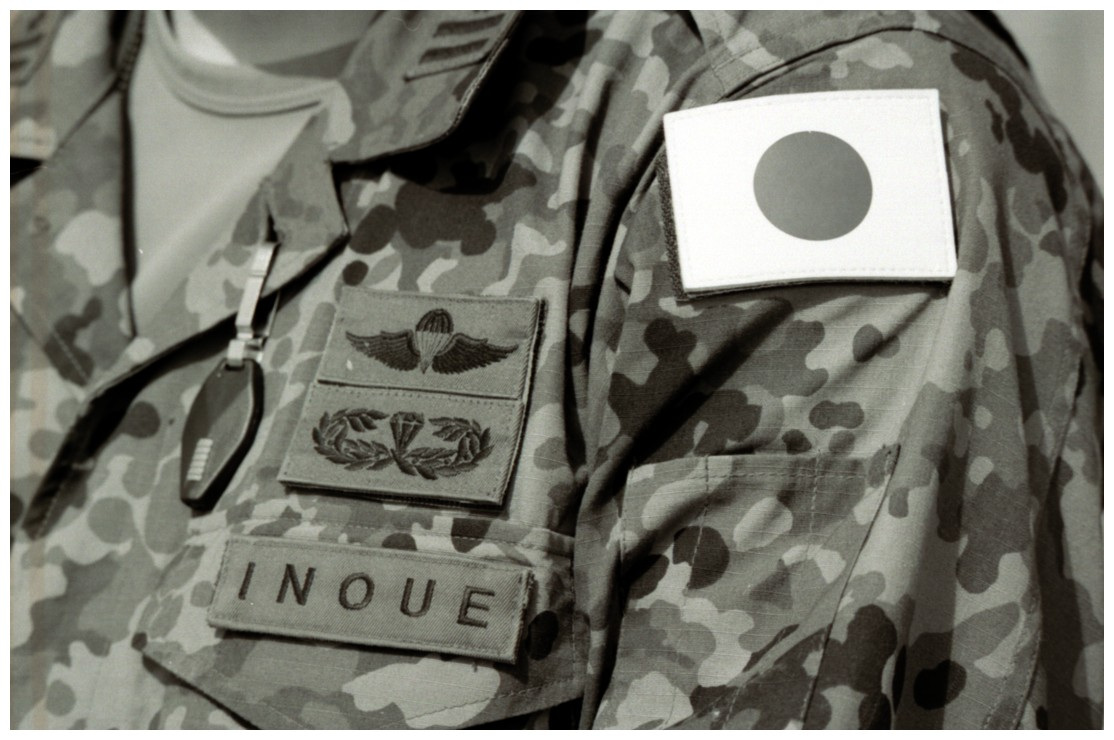
Gros plan d'un uniforme de soldat des forces d'autodéfense japonaises servant à Bagdad en avril 2005.

- janvier 2004 : envoi d'un contingent des Forces japonaises d'autodéfense en Irak, avec pour unique but le soutien à la reconstruction du pays et des missions humanitaires. Il s'agit de la première opération extérieure des FAD en dehors d'un mandat de l'ONU, et la première dans une zone de combat. Le Japon participe ainsi à la Coalition militaire en Irak.
- 30 octobre 2004 : première exécution d'un otage japonais en Irak : Shosei Koda, capturé le 26 octobre, est décapité. Ce meurtre marque fortement l'opinion publique japonaise.
- mars-avril 2005 : mouvements anti-japonais en république populaire de Chine, point culminant des mauvaises relations diplomatiques entre les deux pays causés par : la volonté du Japon de devenir membre permanent au Conseil de sécurité des Nations unies, ce à quoi s'oppose fortement la Chine ; la « guerre des manuels » causée par la parution en avril 2005 au Japon d'un nouveau manuel scolaire minimisant ou passant sous silence les atrocités et massacres commis par l’armée impériale japonaise en Chine durant la Guerre sino-japonaise (1937-1945) ; les visites officielles répétées du premier ministre Jun'ichirō Koizumi au sanctuaire de Yasukuni, où sont honorées les mémoires des anciens soldats morts pour le Japon, dont 14 criminels de guerre de classe A ; la souveraineté contestée du Japon sur les îles Senkaku, revendiquées par la Chine sous le nom d'îles Diaoyutai ; le conflit pour l'exploitation du champ gazier de Shirakaba (Chunxiao en chinois), situé en mer de Chine orientale. Ces mouvements se caractérisent par plusieurs manifestations à Pékin (surtout le 9 avril, avec plus de 10 000 manifestants s'en prenant à l'ambassade du Japon ou à des restaurants japonais), à Hong Kong (le 10 avril ou à Shanghaï (le 16 avril).
- juin 2005 : visite officielle de l'empereur Akihito et de l'impératrice Michiko Shōda à Saipan, dans les Îles Mariannes du Nord. Il s'agit de la première visite d'un souverain japonais sur l'un des sites de la Seconde Guerre mondiale.
- 28 mai 2005 : Akihiko Saito, agent de sécurité japonais en Irak, est annoncé mort après avoir été pris en otage lors de l'attaque d'un convoi.
- 7 décembre 2008 : retrait des dernières troupes japonaises présentes en Irak.
- 25 janvier 2010 : fin de la mission de ravitaillement de la Force maritime d'autodéfense dans l'Océan Indien.
- 10 août 2010 : dans le cadre des manifestations liées au centenaire du traité d'annexion de la Corée de 1910, le Premier ministre japonais Naoto Kan exprime « de profonds regrets au sujet des souffrances infligées » par la colonisation japonaise dans la péninsule coréenne, apporte des excuses officielles et annonce le transfert au gouvernement sud-coréen de pièces de musées réclamées par ce dernier et pillées durant les 35 ans de domination nippone[9]. Séoul n'a toutefois pas déclaré clairement qu'elle acceptait ces excuses, seulement qu'elle en « prenait note »[10],[11], tandis qu'un accord formel est signé par les deux gouvernements le 14 novembre suivant pour la restitution à la Corée du Sud de quelque 1 205 textes historiques de la période Joseon[12]. Ces documents sont apportés par le successeur de Kan, Yoshihiko Noda, à Séoul le 19 octobre 2011. Des crispations, notamment territoriales concernant les rochers Liancourt ou sur le dossier des femmes de réconfort, réapparaissent néanmoins en 2012.
- 17 décembre 2010 : présentation du nouveau programme quinquennal de défense pour la période allant de 2011 à 2016, qui réorganise fortement le dispositif d'auto-défense de l'archipel pour répondre aux nouvelles réalités stratégiques de la région (la stratégie reposait jusqu'alors encore largement sur des logiques liées à la Guerre froide). Il est notamment prévu un plan de réduction du personnel de la Force terrestre d'autodéfense, afin de passer de 155 000 à 154 000 personnes (cette baisse d'effectifs ne doit toucher que les soldats réguliers), mais surtout une réorganisation de la répartition de ces troupes : il s'agit essentiellement de réduire le nombre de soldats à Hokkaidō (qui a perdu son rôle défensif depuis la fin de la Guerre froide) et le renforcement des unités dans les îles Nansei (afin d'augmenter la surveillance des activités militaires chinoises dans la mer de Chine orientale)[13].

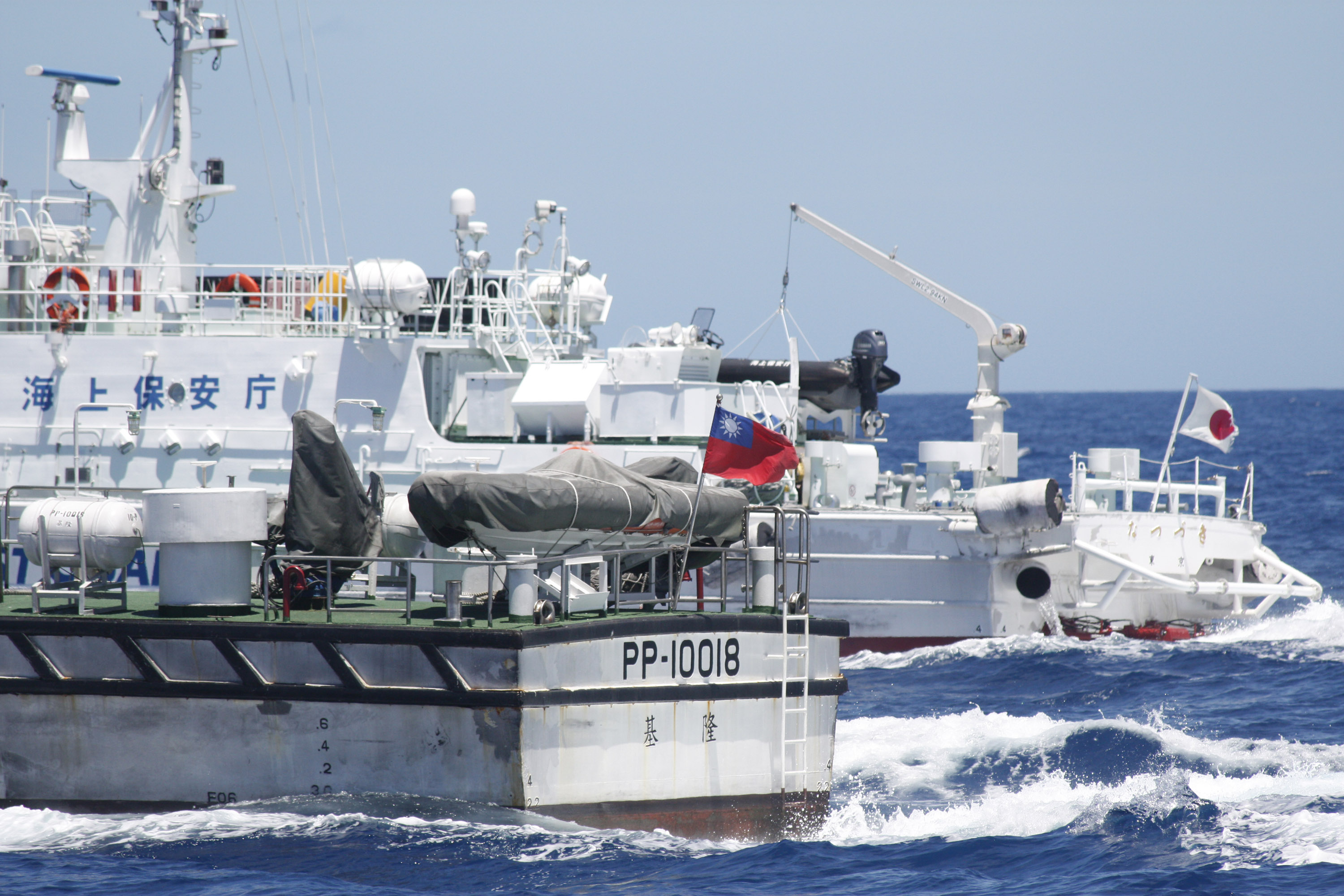
Navires des garde-côtes japonais et taïwanais le 4 juillet 2012 dans les eaux des îles Senkaku.

- 2010-2012 : tensions récurrentes entre le Japon, la république populaire de Chine et, dans une moindre mesure, Taïwan, au sujet du conflit territorial des îles Senkaku. Ces tensions culminent en 2012, après l'annonce faite par le gouverneur de Tōkyō Shintarō Ishihara, connu pour ses propos très critiques à l'égard du régime de Pékin et ses positions patriotiques voire taxées de nationalistes par ses opposants, qu'il souhait faire acheter l'une des îles par sa collectivité. Le gouvernement japonais de Yoshihiko Noda répond en faisant une contre-proposition d'achat qui aboutit finalement, provoquant des manifestations anti-japonaises dans les grandes villes chinoises et de véritables luttes en mer entre garde-côtes nippons et navires venus de Chine ou de Taïwan.

### Économie

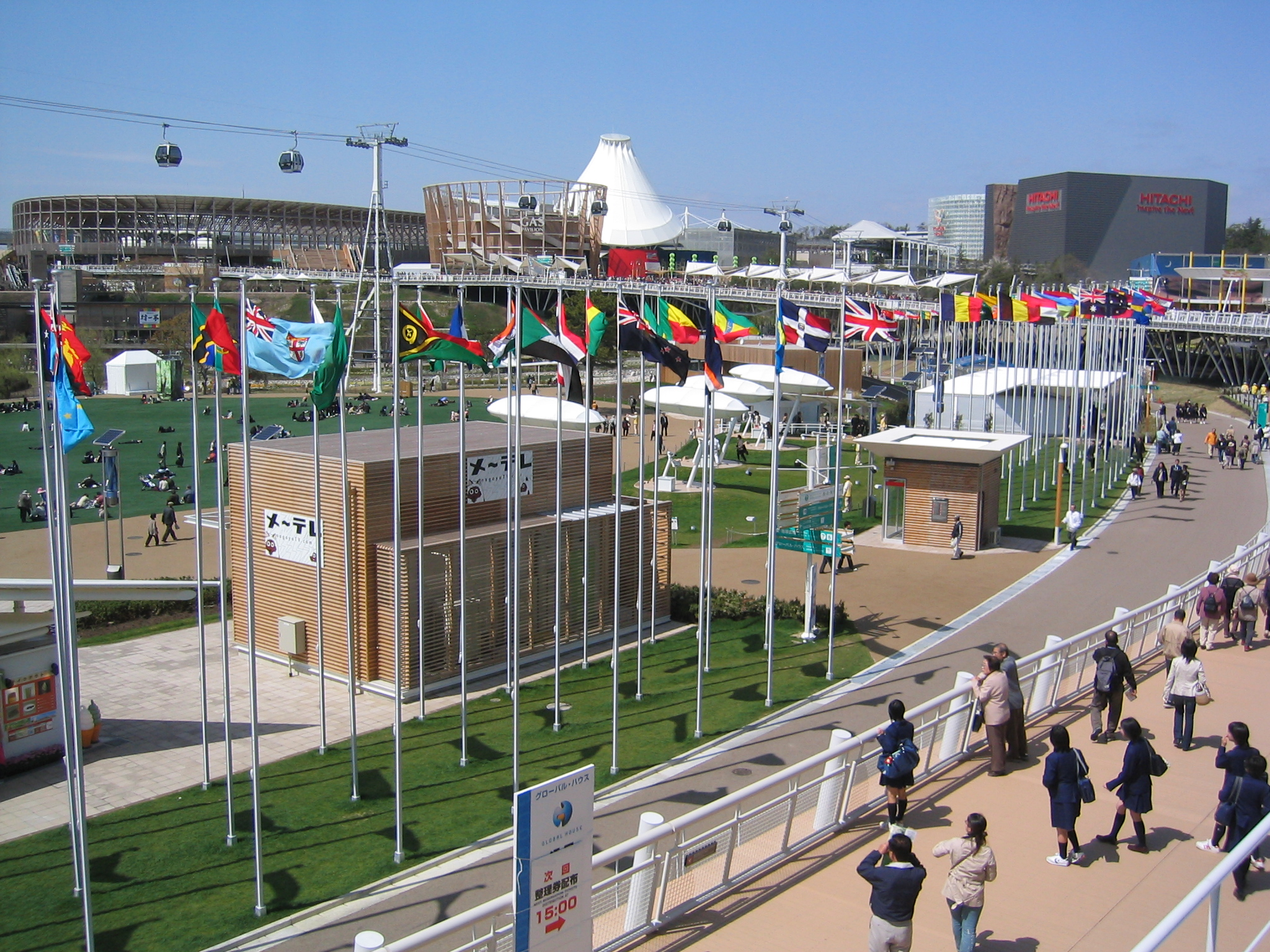
Parc de l'Expo 2005 à Aichi.

- 29 décembre 1989 : point culminant de la bulle spéculative japonaise, avec un plus haut en séance à 38 957,44 pour l'indice boursier Nikkei. Cette bulle spéculative, provoquée par un rapatriement rapide de capitaux japonais en provenance des États-Unis, à la suite d'une dépréciation brutale du dollar américain liée aux accords du Plaza, met un terme au miracle économique connu par l'archipel depuis les années 1950 et marque le début de la « décennie perdue » (période de crise sociale, économique et politique connue par le Japon dans les années 1990, avec des effets visibles encore aujourd'hui, caractérisée par une forte hausse du chômage).
- 24 novembre 1997 : faillite de Yamaichi, l'un des quatre principaux courtiers en bourse du Japon.
- 1998 : le pays est touché par la crise économique asiatique : le yen atteint le 3 avril son niveau le plus bas depuis 7 ans (135 yens pour 1 $), le taux de chômage passe la barre historique des 4 % le 29 mai et le PIB est officiellement annoncé en récession le 13 juin.
- 25 mars-25 septembre 2005 : Expo 2005 à Aichi, première exposition internationale du XXIe siècle.
- 2008-2009 : le Japon est gravement touché par la Crise économique de 2008-2009 mondiale liée à la crise financière de 2008. Le pays entre en récession au troisième trimestre 2008 avec une rétractation du PIB de 0,9 % d'avril à juin puis de 0,1 % de juin à septembre[14]. Le retour à la croissance ne se fait qu'au début du troisième trimestre 2009.

### Catastrophes et faits divers

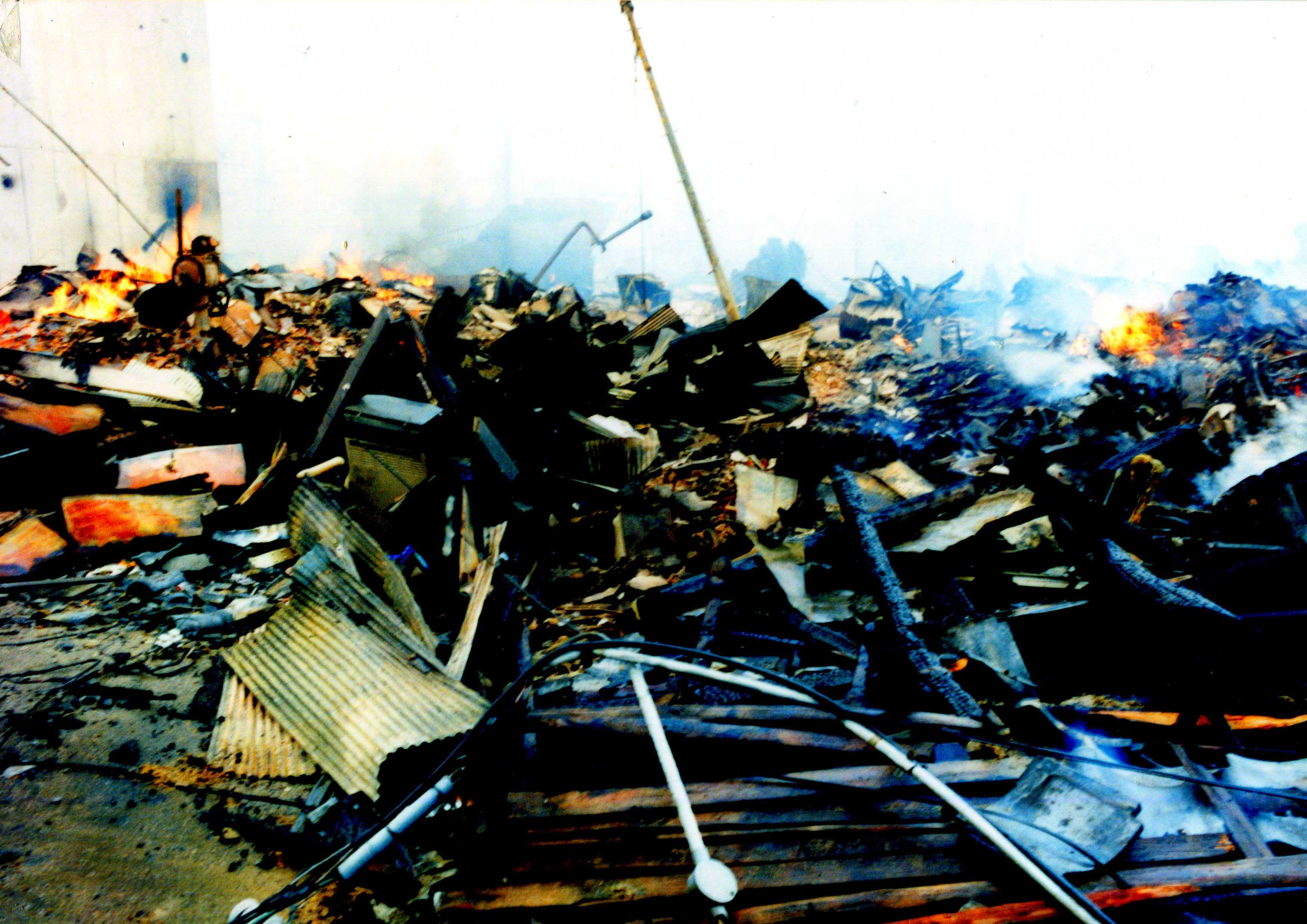
Décombres en flammes après le tremblement de terre de Kobe du 17 janvier 1995.

- 12 juillet 1993 : un tsunami, provoqué par un séisme de 7,8 degrés sur l'échelle de Richter, tue 200 personnes sur l'Île Okushiri au large d'Hokkaidō.
- 27-28 juin 1994 : première attaque terroriste au gaz sarin par la secte Aum à Matsumoto dans la préfecture de Nagano, causant 7 morts et plus de 200 personnes intoxiquées.
- 17 janvier 1995 : tremblement de terre à Kobe, d'une magnitude de 7,3 sur l'échelle de Richter, faisant 6 437 morts, plusieurs dizaines de milliers de blessés et des dégâts matériels se chiffrant à plus de 100 milliards de yens.
- 20 mars 1995 : attentat terroriste au gaz sarin de la secte Aum dans le métro de Tōkyō, faisant 12 morts et des milliers de blessés.
- 4 septembre 1995 : trois soldats américains de la base militaire du Camp Hansen à Okinawa Hontō enlèvent, battent, séquestrent et violent une jeune élève japonaise de 12 ans. Lorsque l'affaire est révélée, le scandale crée un important débat dans tout le pays sur la nécessité de conserver une base militaire américaine sur le sol japonais.
- 28 juin 1997 : arrestation de Seito Sakakibara (pseudonyme que l'assassin s'est donné lui-même dans une des lettres qu'il a envoyé à la police avant son arrestation, et que les autorités ont conservé étant donné la loi de préservation des mineurs qui interdit que le nom d'un mineur concerné dans une enquête judiciaire ne soit révélé), un adolescent de 14 ans, dans le cadre de l'assassinat sanglant du jeune Jun Hase, 11 ans, dont la tête fut retrouvé devant son école le 27 mai de cette même année, accompagné d'une note disant « Le jeu ne fait que commencer ». Le jeune tueur en série avoue également le meurtre, le 16 mars, d'une petite fille de 10 ans.
- 28 janvier 2000 : libération de Fusako Sano, 19 ans, jeune fille enlevée le 13 novembre 1990, à seulement 10 ans, et séquestrée pendant près de 10 ans par Nobuyuki Sato, qui avait 28 ans au moment de l'enlèvement.
- 3 mai 2000 : un jeune japonais de 17 ans détourne un autobus à Fukuoka, faisant un mort parmi les passagers par arme blanche. Ce crime a marqué la communauté internet, le forcené, derrière le pseudonyme de Neomugicha, ayant annoncé ses intentions sur le forum internet 2channel quelques jours auparavant.
- 9 février 2001 : l'Ehime Maru, bateau école japonais, est percuté par le sous-marin américain USS Greeneville au large de l'île hawaïenne d'O'ahu et coule, entraînant la mort de ses 9 membres d'équipage dont 4 lycéens.
- 8 juin 2001 : Massacre de l'école d'Ikeda : tuerie scolaire dans une école élémentaire d'Ōsaka, un forcené de 37 ans tuant au couteau de cuisine 8 enfants et en blessant 15 personnes (13 élèves et 2 enseignants).
- 1er septembre 2001 : incendie criminel de l'immeuble Myojo 56 à Kabukichō (connu pour être l'un des quartiers chauds de Tōkyō) dans l'arrondissement de Shinjuku, tuant 44 personnes.
- 7 mars 2002 : arrestation de Futoshi Matsunaga, psychopathe et tueur en série qui séquestra plusieurs personnes chez lui entre 1994 et 2002, les torturant par électrocution et les poussant à se battre entre eux et à s'entretuer, faisant en tout sept victimes (dont les six membres de la famille de sa compagne, Junko Ogata, qui est également arrêtée pour complicité). Son arrestation a été permise par l'évasion, la veille, de l'une de ses victimes, une jeune fille enlevée en 1994 avec son père (qui est lui mort des suites de mauvais traitements).
- 22 juin 2003 : dissolution du club Super Free, et arrestation de ses leaders. Ce club, créé en 1982, organisait des fêtes privées dans le seul but de repérer de potentielles victimes afin de les violer.
- 1er juin 2004 : une jeune élève de 11 ans tue à l'aide d'un cutter l'une de ses camarades de classe de 12 ans, dans une école élémentaire de Sasebo, dans la préfecture de Nagasaki.

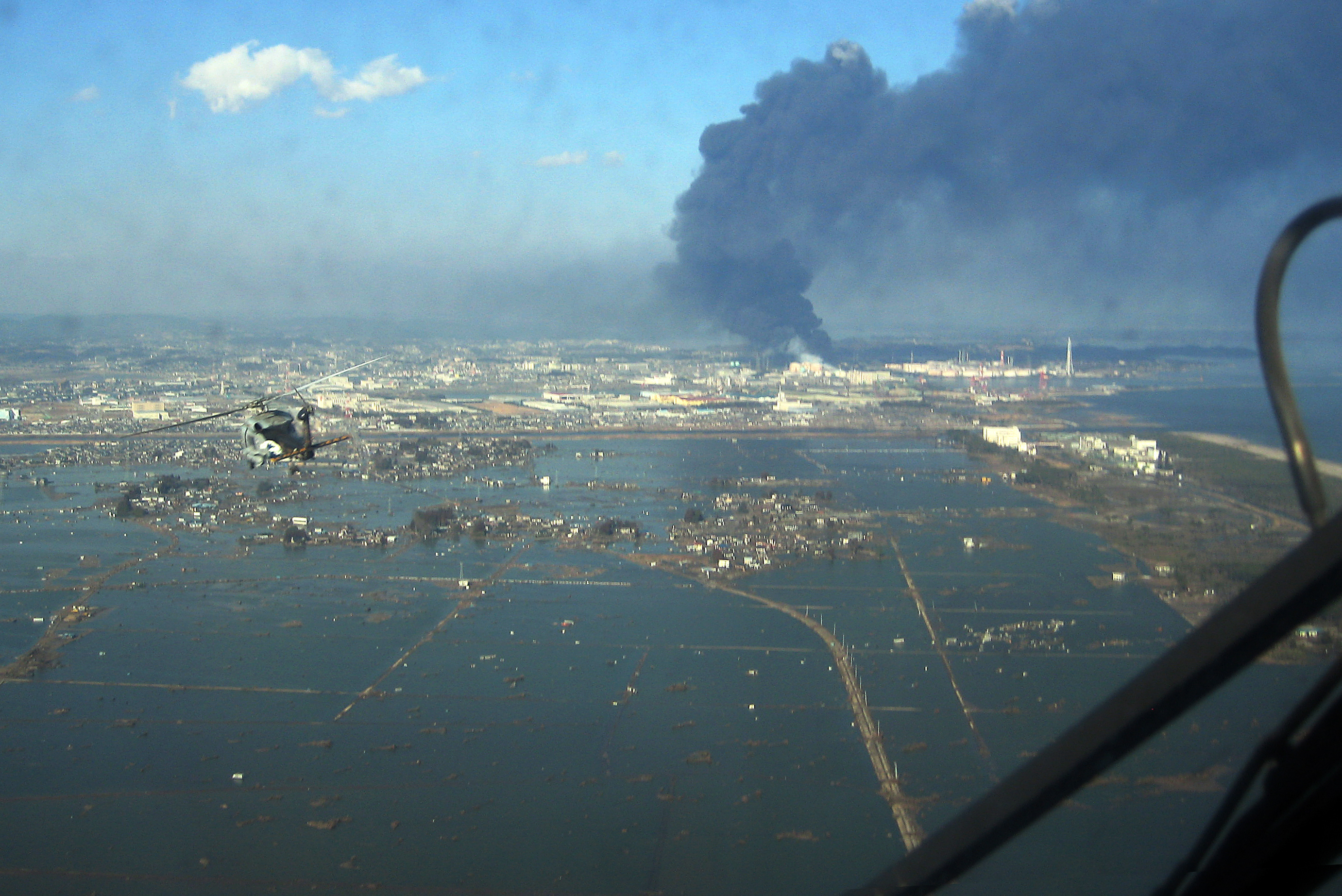
Le port de Sendai après le passage du tsunami du 11 mars 2011.

- 8 août 2005 : arrestation de Hiroshi Maeue, tueur en série récidiviste déjà connu des forces de police pour avoir été arrêté à trois reprises (en 1995 mais relâché aussitôt, en 2001 pour un an de prison et en 2002 pour un an et 10 mois) pour avoir étouffé cinq personnes (deux hommes avant 1995, deux femmes entre 1995 et 2001 et un lycéen en 2002). Mais il devient connu des médias sous le nom du « tueur des sites de suicide ». En effet, libéré en 2005, il commence à sélectionner ses victimes par le biais d'un site internet de suicide, leur offrant de se suicider avec eux par combustion de charbon de bois dans une voiture fermée afin de les attirer chez lui et les tuer par étranglement. Il est alors accusé d'avoir tué de cette manière un garçon de 14 ans, une jeune femme de 25 ans et un jeune homme de 21 ans. Il retirait en fait un plaisir sexuel de l'asphyxie de ses victimes.
- 8 juin 2008 : Massacre d'Akihabara : un forcené, après avoir révélé ses intentions sur internet, fait sept morts et 14 blessés tout d'abord avec son véhicule (avec lequel il a foncé dans la foule, percutant 3 personnes) puis à l'arme blanche, frappant les passants au hasard, dans le quartier très fréquenté d'Akihabara (connu pour ses nombreux magasins d'électroniques, de jeux vidéo et de mangas) dans l'arrondissement de Chiyoda à Tōkyō.
- 11 mars 2011 : Séisme de 2011 de la côte Pacifique du Tōhoku : Un violent séisme de magnitude de 9 sur l'échelle de Richter provoque un tsunami, des dégâts humains et matériels importants et les accidents nucléaires de Fukushima.

### Culture

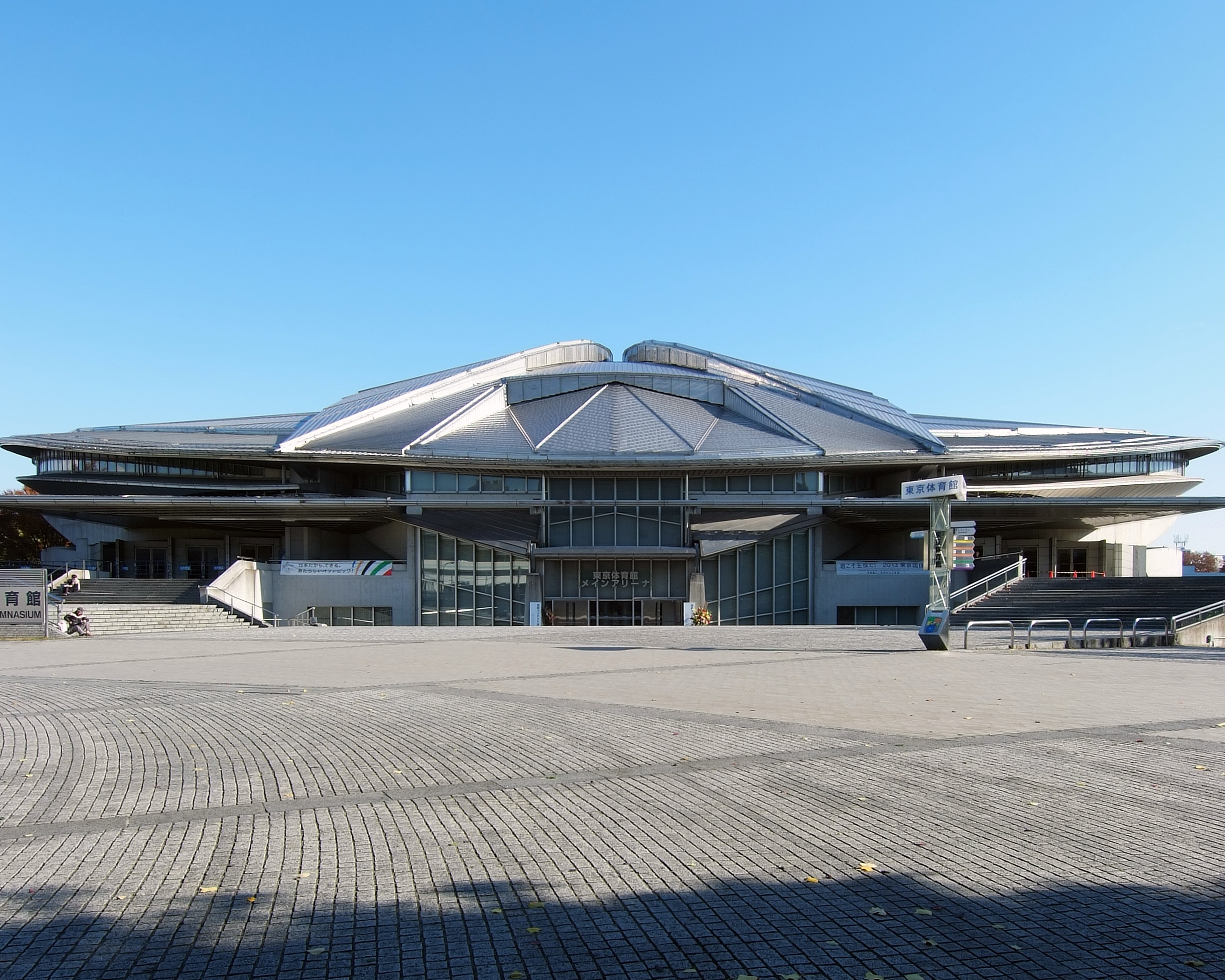
Le Tokyo Metropolitan Gymnasium de Fumihiko Maki, titulaire du Prix Pritzker en 1993.

- 21 mai 1990 : le film Shi no toge (L'Aiguillon de la mort en français) de Kōhei Oguri reçoit le Grand prix du jury (présidé par Bernardo Bertolucci) lors du 43e festival de Cannes, ex æquo avec le film burkinabè Tilaï d'Idrissa Ouedraogo.
- 1993 : l'architecte japonais Fumihiko Maki reçoit le prestigieux Prix Pritzker : il est le second japonais à recevoir cette récompense, après Kenzō Tange, son ancien professeur à l'université, en 1987. Son style, qui se veut moderne, mais respectueux des pulsions naturelles et des singularités de la culture japonaise, utilise massivement le béton, le verre et le métal en y introduisant la mosaïque, l'aluminium anodisé et le bois dans les aménagements intérieurs, tout en jouant sur la légèreté de ces matériaux pour répondre aux normes anti-sismiques japonaises. Il dit s'inspirer des folles parties de cache-cache des enfants et des « lieux de refuge et de perspective » et a conçu la notion d'oku dans l'architecture contemporaine, à savoir des couches spatiales imbriquées qui dissimulent mais ne cachent pas entièrement. Il est surtout connu pour avoir construit le nouveau Tokyo Metropolitan Gymnasium en 1991, remplaçant ainsi l'ancien qui datait des Jeux olympiques d'été de Tōkyō de 1964.
- 1993 : premiers sites japonais inscrits au patrimoine mondial : les deux sites culturels des monuments bouddhistes de la région de Hōryū-ji près de Nara dans la préfecture du même nom et le château de Himeji à Himeji dans la préfecture de Hyōgo, et les deux sites naturels de Shirakami-Sanchi entre les préfectures d'Aomori et d'Akita dans les montagnes du nord de Honshū, et de l'île Yakushima située au sud de Kyūshū.
- 1994 : 17 monuments historiques de l'ancienne Kyōto (3 sanctuaires, 13 temples, 1 château) répartis à Kyōto, Uji et Ōtsu, deviennent le 3e site culturel japonais classé au patrimoine mondial.
- 1995 : les villages historiques de Shirakawa-gō dans la préfecture de Gifu et de Gokayama dans celle de Toyama, deviennent le 4e site culturel japonais classé au patrimoine mondial.
- juin 1995 : l'architecte Tadao Andō est le troisième japonais à recevoir le Prix Pritzker. Inspiré de Le Corbusier et incarne le post-modernisme japonais, avec une approche plus équilibrée et humaniste de l'architecture. Ses réalisations sont pourvues de sources lumineuses variées, issues entre autres de l'utilisation importante de briques de verre et d'espaces ouverts sur le milieu extérieur. Il adapta les cours intérieures des maisons traditionnelles d'Ōsaka à la nouvelle architecture urbaine, en utilisant des escaliers et des ponts ajourés afin de diminuer l'atmosphère exiguë des logements citadins habituels. Il a notamment réalisé le pavillon du Japon pour l'Exposition universelle de 1992 à Séville, l'espace de médiation UNESCO à Paris en 1994 ou encore le musée d'Art Moderne de Fort Worth au Texas.
- 1996 : deux nouveaux sites culturels japonais sont classés au patrimoine mondial : le Mémorial de la paix d'Hiroshima (Dôme de Genbaku) et le sanctuaire d'Itsukushima sur l'île du même nom et plus particulièrement dans le bourg de Miyajima (partie depuis 2005 de la ville de Hatsukaichi) dans la préfecture de Hiroshima.
- 12 mai 1997 : le film Unagi (うなぎ), L'Anguille en français, de Shōhei Imamura, reçoit la Palme d'or au Festival de Cannes, ex aequo avec le Goût de la cerise de l'iranien Abbas Kiarostami. Il s'agit du quatrième film japonais à recevoir cette récompense, tandis que Shōhei Imamura obtient pour la deuxième fois le prix (après la Ballade de Narayama, ou Narayama bushiko, en 1983). Il est ainsi l'un des rares doubles primés du festival, après l'américain Francis Ford Coppola (en 1974 et 1979), le danois Bille August (en 1988 et 1992) et le yougoslave Emir Kusturica (en 1985 et 1995) et avant les Belges Luc et Jean-Pierre Dardenne (en 1999 et 2005).

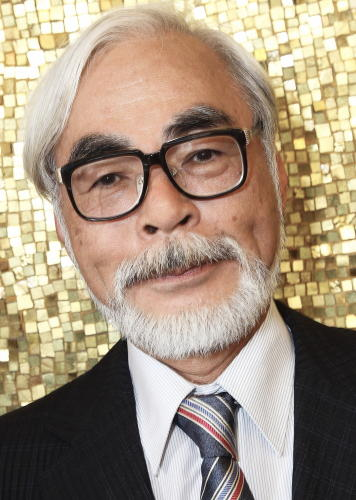
Le réalisateur et dessinateur de film d'animation Hayao Miyazaki.

- 12 juillet 1997 : sortie au Japon de Mononoke Hime (もののけ姫), ou Princesse Mononoké, film d'animation de Hayao Miyazaki produit par le studio Ghibli. Cette œuvre, sortie internationalement en 1999, fait connaître au monde l'œuvre de Miyazaki et du studio Ghibli.
- 1998 : 8 monuments historiques de l'ancienne Nara (5 temples, 1 sanctuaire, la forêt primitive de Kasugayama et le site archéologique du palais de Nara) sont classés comme site culturel du patrimoine mondial.
- 31 janvier 1998 : sortie au Japon de Ringu (リング), mieux connu sous son titre international de Ring, adapté du roman du même nom de Koji Suzuki par le réalisateur Hideo Nakata. Il s'agit du film d'horreur ayant engrangé le plus de succès au Japon, devenant un véritable phénomène de société et l'emblème du style J-Horror et du film de yūrei (fantôme japonais). Ayant connu une sortie internationale en 2001, il a surtout fait l'objet de plusieurs remakes : le coréen Ring Virus de Kim Dong-bin en 1999 et l'américain The Ring de Gore Verbinski en 2002.
- 2 mai 1998 : hide, né Hideto Matsumoto, guitariste emblématique du plus populaire groupe de J-rock des années 1980 et 1990, X Japan, considéré comme le précurseur du mouvement visual kei, est retrouvé pendu dans son appartement de Tōkyō. À l'annonce de sa mort, trois adolescentes, fans du musiciens, se suicident et plusieurs milliers de fans assistent à ses funérailles.
- 6 septembre 1998 : décès à Tōkyō du réalisateur Akira Kurosawa, à 88 ans. Il est considéré comme l'un des réalisateurs les plus importants de l'après-guerre, et comme celui qui a fait connaître le cinéma japonais internationalement avec des succès comme Rashōmon (1950, Oscar du meilleur film en langue étrangère 1951), Les Sept Samouraïs (1954, inspira le remake américain Les Sept Mercenaires de John Sturges en 1960), Le Garde du corps (1961, qui inspira le remake italien Pour une poignée de dollars de Sergio Leone en 1964 et le remake américain Dernier Recours de Walter Hill en 1996), Dersou Ouzala (film produit par une maison soviétique en 1975, Oscar du meilleur film en langue étrangère 1976) ou Kagemusha, l'ombre du guerrier (1980, Palme d'or au Festival de Cannes de 1980 et César du meilleur film étranger 1981). De nombreux réalisateurs étrangers ont admis s'être inspirés de lui, dont notamment George Lucas pour Star Wars.
- 1999 : classement au patrimoine mondial comme site culturel des sanctuaires et temples de Nikkō dans la préfecture de Tochigi (103 bâtiments en tout).
- Avril 1999 : publication de Batoru Rowaiaru (バトル・ロワイアル) ou Battle Royale, roman d'anticipation de Kōshun Takami. Dans un futur alternatif, un pays appelé « république d'Extrême-Orient », totalitaire et militarisé (à l'instar de l'Océania du 1984 de George Orwell), organise chaque année, pour lutter contre l'absentéisme scolaire et la perte de valeurs des jeunes, un « programme » par lequel les élèves d'une classe tirée au sort sont placés dans un lieu isolée pour s'y adonner à un « jeu » : s'entretuer, le gagnant étant celui qui réussit à survivre. Ce roman remporte un important succès et devient une référence du genre, notamment auprès des jeunes japonais. Il est adapté en film dès l'année suivante.
- 2000 : les 11 sites Gusuku et biens associés du royaume de Ryūkyū dans la préfecture d'Okinawa sont classés comme site culturel du patrimoine mondial.
- 16 décembre 2000 : sortie au Japon de Batoru Rowaiaru (バトル・ロワイアル), ou Battle Royale, adapté du roman du même nom de Kōshun Takami par Kinji Fukasaku. Le film connaît un succès populaire rapide, à l'instar du roman, et devient un véritable film culte. Il déclenche également un profonds débat au sein de la classe politique sur les moyens détenus par le gouvernement pour limiter la violence dans les médias, le film se faisant remarquer par le caractère cru et sanglant de ses scènes.
- 2001 : le théâtre Nōgaku fait partie de la première promotion des 19 chefs-d'œuvre classés cette année-là par l'UNESCO au titre du patrimoine culturel immatériel de l'humanité.
- 27 juillet 2001 : sortie au Japon du film Sen to Chihiro no Kamikakushi (千と千尋の神隠し), connu internationalement sous le nom du Voyage de Chihiro, dessin animé du réalisateur Hayao Miyazaki et produit par le studio Ghibli. Ce film connaît alors une réussite planétaire, devenant le premier produit dans un pays non-anglophone à avoir dépassé les 200 millions de dollars de recettes hors États-Unis, tout en détrônant Titanic en tête du classement des meilleures recettes de l'histoire au Japon. Il reçoit l'Ours d'or du Meilleur film à la Berlinale et l'Oscar du meilleur film d'animation de 2002, tout en étant nommé pour le César du meilleur film étranger en 2003 et le BAFTA du meilleur film en langue non anglaise en 2004.
- 2003 : au sein des 23 chefs-d'œuvre proclamés au sein du patrimoine culturel immatériel de l'humanité se trouve le théâtre de marionnette Bunraku.
- 2004 : les sites sacrés et chemins de pèlerinage dans les monts Kii, répartis dans les préfectures de Wakayama, Nara et Mie, deviennent le 10e site culturel japonais classé au patrimoine mondial.
- 23 mai 2004 : Yūya Yagira est le premier acteur japonais (et le seul à ce jour) à recevoir le Prix d'interprétation masculine du festival de Cannes, lors de la 57e édition pour son rôle d'Akira dans le film Dare mo shiranai (Nobody Knows pour sa sortie internationale). Il est également le plus jeune acteur (14 ans à l'époque) à avoir reçu cette récompense.
- 2005 : la péninsule de Shiretoko, dans le nord-est de Hokkaidō, devient le 3e site naturel japonais classé au patrimoine mondial. De plus, le théâtre Kabuki fait partie des 43 chefs-d'œuvre promus cette année-là au patrimoine culturel immatériel de l'humanité.
- 2007 : l'ancienne mine d'argent d'Iwami Ginzan, dans la préfecture de Shimane, et son « paysage culturel », est le 11e site culturel japonais à être classé au patrimoine mondial.
- 27 mai 2007 : le film Mogari no mori (La Forêt de Mogari en français) de Naomi Kawase reçoit le Grand prix du jury (présidé par Stephen Frears) du 60e festival de Cannes.
- 22 février 2009 : le film Okuribito (Departures pour sa sortie internationale) de Yōjirō Takita obtient l'oscar du meilleur film en langue étrangère. Il est le premier film japonais à recevoir cette récompense depuis sa création en 1957 (après trois oscars d'honneurs obtenus dans les années 1950).
- 2010 : le prix Pritzker est décerné aux architectes japonais Kazuyo Sejima et Ryūe Nishizawa. Fondateurs en 1995 de l'agence SANAA, ils ont réalisé ensemble, entre autres, le musée d'art contemporain du XXIe siècle de Kanazawa (1999-2004), le New Museum of Contemporary Art à New York (2000-2007), les magasins Dior sur Omotesandō et à Ginza à Tōkyō (2001-2003), le Rolex Learning Center de Lausanne (2006-2009) ou encore de la maîtrise d'ouvrage du Louvre-Lens (depuis 2005). Le Japon devient ainsi la deuxième nation la plus titrée de ce prix, avec cinq citoyens japonais l'ayant reçu, derrière les États-Unis.
- 2011 : inscription des 15e et 16e sites japonais classés au patrimoine mondial : le 12e site culturel de l'archipel est les « Temples, jardins et sites archéologiques représentant la Terre Pure bouddhiste » du bourg de Hiraizumi, dans la préfecture d'Iwate ; le 4e site naturel est l'archipel d'Ogasawara. La même année, le Mibu no Hana Taue, ou « rituel du repiquage du riz à Mibu » pratiqué dans le bourg de Kitahiroshima dans la préfecture de Hiroshima, et le Sada shin nō, danse sacrée shintō du sanctuaire de Sada à Matsue dans la préfecture de Shimane, rejoignent le patrimoine culturel immatériel de l'humanité.

### Sport
- 17-20 août 1989 : III(es) Championnats pan-pacifiques 1989 de natation à Tōkyō.
- 9-14 mars 1990 : II(es) Jeux asiatiques d'hiver se tiennent, pour la deuxième fois consécutive, à Sapporo. Avec 47 médailles dont 18 d'or, le Japon se classe en tête.
- 27 avril-15 juillet 1990 : 1re édition de la Ligue mondiale de volley-ball se tient à Ōsaka. Elle est remportée par l'Italie, tandis que le Japon se classe sixième.
- 29 octobre-8 novembre 1992 : 10e Coupe d'Asie des nations de football organisée par le Japon. La finale, tenue au stade Big Arch de Hiroshima, est remportée, pour la première fois de son histoire, par l'équipe du Japon face au tenant du titre, l'Arabie saoudite, par un score de 1 à 0.
- 7-22 février 1998 : XVIII(es) Jeux olympiques d’hiver organisés à Nagano. Il s'agit des troisièmes Jeux olympiques tenus sur le sol du Japon, et les deuxièmes d'hiver après Sapporo en 1972. L'ancienne championne du monde 1989 des individuels dames de patinage artistique, Midori Itō, allume la vasque olympique. Le Japon, avec 10 médailles dont 5 d'or, se place en septième position.
- 29 octobre 2000 : l'équipe du Japon de football remporte la 12e Coupe d'Asie des nations au Stade national de Beyrouth au Liban, face à la tenante du titre, l'équipe saoudienne, sur un score de 1-0.
- 30 mai-10 juin 2001 : en préparation de la 17e coupe du monde de football qui doit se tenir l'année suivante, la Coupe des confédérations 2001 est organisée par le Japon et la Corée du Sud. La finale se tient au International Stadium de Yokohama, opposant le Japon à la France qui l'emporte 0 - 1. Le Japon reçoit le prix du Fair-play de la FIFA.
- 16 juillet-29 juillet 2001 : 9(es) championnats du monde de natation organisés à Fukuoka.
- 16-26 août 2001 : 6e édition des Jeux mondiaux à Akita.

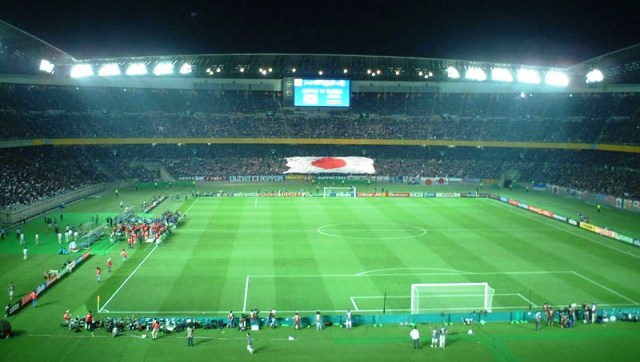
Match Japon-Russie du Groupe H de la du monde de football, le 9 juin 2002 à Yokohama.

- 31 mai-30 juin 2002 : coupe du monde de football organisée au Japon et en Corée du Sud. Pour sa deuxième participation à la coupe seulement, le Japon finit 1er du groupe H, devant la Belgique et en éliminant la Russie, et se qualifie donc pour la première fois en phase finale avant d'être vaincu par la Turquie en 8e de finale. La finale, opposant le Brésil à l'Allemagne, se déroule au International Stadium de Yokohama.
- 6 avril 2003 : violente chute du pilote de moto Daijiro Kato, espoir japonais dans la discipline (champion du monde en 250 cm3 en 2001 en remportant 11 grands prix, record du genre, et rookie de l'équipe Honda pour les saisons 2002 et 2003 en Moto GP), lors du Grand Prix du Japon à Suzuka. Il meurt peu de temps après, le 20 avril, des suites de ses blessures.
- 7 août 2004 : l'équipe du Japon de football, tenante du titre, remporte, pour la troisième fois de son histoire, la 13e Coupe d'Asie des nations au Stade des ouvriers de Pékin en république populaire de Chine, en battant d'ailleurs l'équipe chinoise 3 à 1.
- 20 mars 2006 : l'équipe du Japon de baseball remporte la 1re édition de la Classique mondiale en battant en finale, au PETCO Park de San Diego en Californie aux États-Unis, Cuba par un score de 10 à 6.
- 24 août-2 septembre 2007 : championnats du monde d'athlétisme au stade Nagai d'Ōsaka.
- 23 mars 2009 : l'équipe du Japon de baseball, tenante du titre, remporte la 2e Classique mondiale de baseball au Dodger Stadium de Los Angeles en Californie aux États-Unis en battant la Corée du Sud 5 à 3.
- 17 juillet 2011 : victoire de l'équipe féminine lors de la 6e Coupe du monde de football féminin en Allemagne. Le Japon remporte sa toute première victoire face aux États-Unis (2-2 après prolongation, puis 3-1 aux tirs au but).

### Équipements

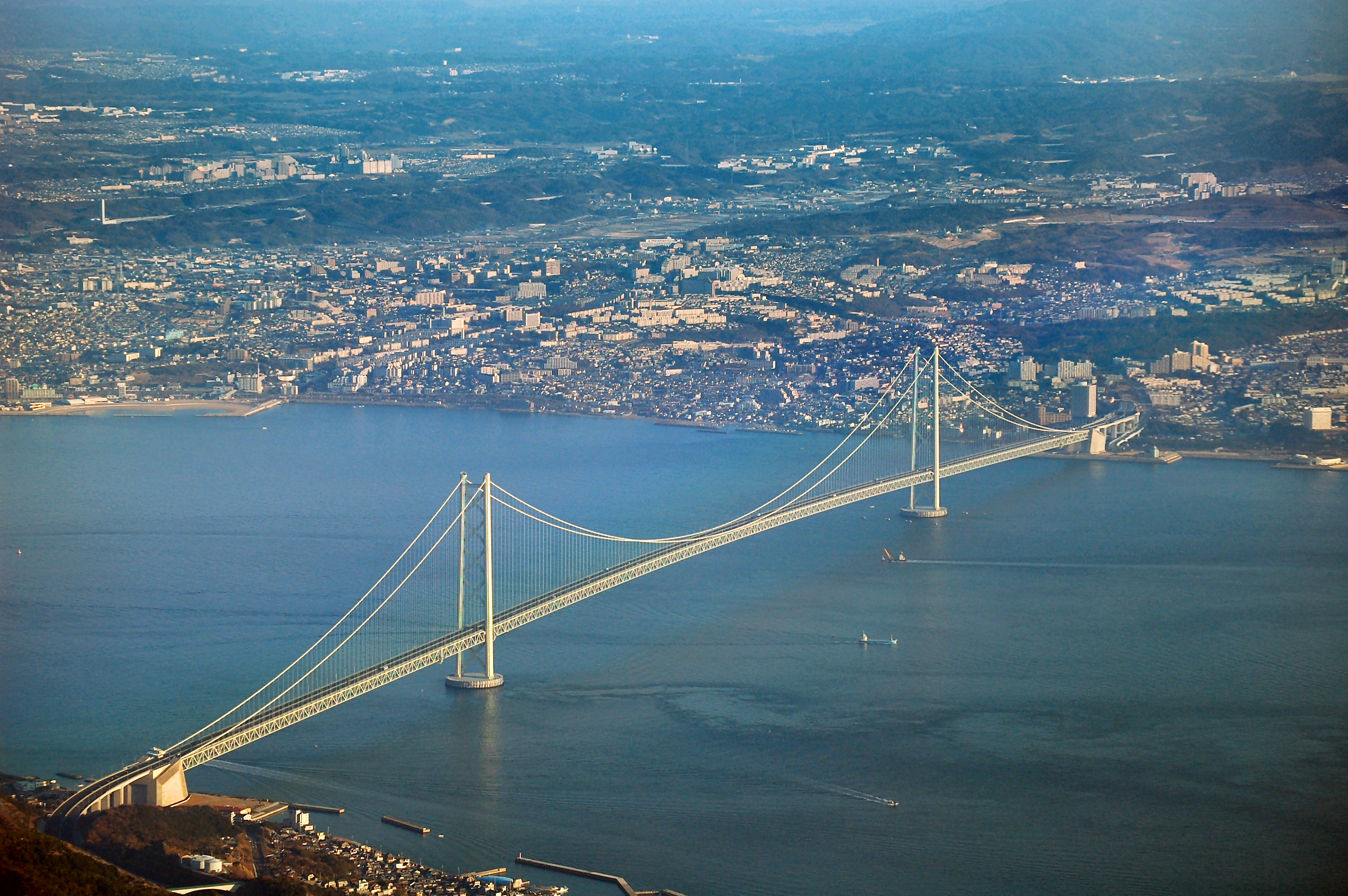
Pont du détroit d'Akashi.

- 4 septembre 1994 : inauguration de l'Aéroport international du Kansai, construit sur une île artificielle dans la baie d'Ōsaka par l'architecte italien Renzo Piano. Hub pour Japan Airlines, All Nippon Airways et Nippon Cargo Airlines, c’est le point de desserte international de toute la région du Kansai, où se trouvent les métropoles d’Ōsaka, Kyōto et Kobe.
- 5 avril 1998 : inauguration du pont suspendu le plus long au monde : le Pont du détroit d'Akashi, franchissant la mer intérieure de Seto pour relier Kobe, sur l'île de Honshū, à l'île d'Awaji, sur une distance de 3 911 m.
- 1er mai 1999 : inauguration de la plus longue structure suspendue au monde : les Ponts Kurushima-Kaikyō, qui comprend trois ponts successifs sur une longueur totale de 4 015 m : le premier pont Kurushima-Kaikyō (600 m) est le 47e plus long pont suspendu au monde, le second (1 020 m) arrive à la 16e place et la 4e du Japon, et le troisième (1 030 mètres) à la 15e mondiale et la 3e du Japon. Ils franchissent également la mer intérieure de Seto pour relier la préfecture d'Hiroshima sur Honshū à celle d'Ehime sur Shikoku.
- 22 avril 2002 : inauguration du nouveau Kantei, la résidence du Premier ministre du Japon : bâtiment rectangulaire (d'environ 90 mètres de long par 50 mètres de large et pour 35 mètres de haut au point le plus élevé) sur 6 niveaux, dont un souterrain, avec une structure en béton armé, des fondations équipées pour résister à des séismes et des vitres blindées. Mais il intègre notamment de nombreux éléments et principes de l'architecture traditionnelle japonaise comme le bois, la pière, le washi ou l'argile, selon un design présenté comme « l'évocation de la beauté simple de l'esthétique japonaise » et le principe de « lien organique entre l'intérieur et l'extérieur ». Sa surface totale au sol est d'environ 29 000 m².

## Table de conversion
Pour convertir les années du calendrier grégorien entre 1989 et 2019 vers les années du calendrier japonais de l'ère Heisei, 1988 doit être soustrait de l'année en question.
| Heisei | 1    | 2    | 3    | 4    | 5    | 6    | 7    | 8    | 9    | 10   |
| ------ | ---- | ---- | ---- | ---- | ---- | ---- | ---- | ---- | ---- | ---- |
| AD     | 1989 | 1990 | 1991 | 1992 | 1993 | 1994 | 1995 | 1996 | 1997 | 1998 |
| Heisei | 11   | 12   | 13   | 14   | 15   | 16   | 17   | 18   | 19   | 20   |
| AD     | 1999 | 2000 | 2001 | 2002 | 2003 | 2004 | 2005 | 2006 | 2007 | 2008 |
| Heisei | 21   | 22   | 23   | 24   | 25   | 26   | 27   | 28   | 29   | 30   |
| AD     | 2009 | 2010 | 2011 | 2012 | 2013 | 2014 | 2015 | 2016 | 2017 | 2018 |
| Heisei | 31   |      |      |      |      |      |      |      |      |      |
| AD     | 2019 |      |      |      |      |      |      |      |      |      |